# Kia K5
Kia K5 (trước đây được gọi là Kia Optima), là phiên bản xe ô tô hạng trung do Kia sản xuất từ năm 2000. Thế hệ đầu tiên chủ yếu được bán trên thị trường với tên gọi Optima, mặc dù tên Kia Magentis đã được sử dụng ở thị trường châu Âu và Canada từ năm năm 2002. Đối với các mẫu xe thế hệ thứ hai, Kia sử dụng tên Kia Lotze và Kia K5 cho thị trường Hàn Quốc, sử dụng tên Magentis cho thị trường toàn cầu, ngoại trừ ở Hoa Kỳ, Canada và Malaysia, trong đó tên Optima được giữ lại cho đến phiên bản năm 2021. Tên K5 được sử dụng cho tất cả các thị trường kể từ khi phiên bản thế hệ thứ năm được giới thiệu vào năm 2019.

## Doanh số
| Năm  | Hoa Kỳ  | Hàn Quốc | Toàn cầu |
| ---- | ------- | -------- | -------- |
| 2000 | 97      | 31,505   |          |
| 2001 | 25,912  | 52,892   |          |
| 2002 | 26,793  | 48,032   |          |
| 2003 | 34,681  | 31,817   |          |
| 2004 | 53,492  | 29,956   |          |
| 2005 | 41,349  | 34,657   |          |
| 2006 | 38,408  | 34,704   |          |
| 2007 | 40,901  | 32,711   |          |
| 2008 | 44,904  | 43,958   |          |
| 2009 | 37,527  | 49,054   |          |
| 2010 | 27,382  | 79,491   |          |
| 2011 | 84,590  | 87,452   |          |
| 2012 | 152,399 | 77,952   | 259,551  |
| 2013 | 155,893 | 63,007   |          |
| 2014 | 159,020 | 49,000   | 300,685  |
| 2015 | 159,414 | 58,619   | 308,683  |
| 2016 | 124,203 | 44,636   | 238,281  |
| 2017 | 107,493 | 38,184   |          |
| 2018 | 101,603 | 48,502   |          |
| 2019 | 96,623  | 39,668   |          |
| 2020 | 80,140  | 84,550   |          |
| 2021 | 92,342  |          |          |

1. 1 2  Bao gồm cả phiên bản Optima và K5